# Communauté de communes Terre Lorraine du Longuyonnais
La communauté de communes Terre Lorraine du Longuyonnais est une communauté de communes française située dans le département de Meurthe-et-Moselle dans la région Grand Est.

## Historique
La communauté de communes résulte de la fusion, le 1er janvier 2014, par arrêté préfectoral du 22 avril 2013, des deux communautés de communes adjacentes : la communauté de communes des Deux Rivières et la communauté de communes du pays de Longuyon. La commune de Boismont rejoint la communauté de communes, portant le nombre de celle-ci à 27,.
Initialement nommée « communauté de communes du Longuyonnais », elle a pris par décret du 17 novembre 2014 le nom de « communauté de communes Terre Lorraine du Longuyonnais ».

## Territoire communautaire

### Composition
La communauté de communes est composée des 27 communes suivantes :

| Nom                      | Code Insee | Gentilé              | Superficie (km2) | Population (dernière pop. légale) | Densité (hab./km2) |
| ------------------------ | ---------- | -------------------- | ---------------- | --------------------------------- | ------------------ |
| Longuyon (siège)         | 54322      | Longuyonnais         | 29,7             | 5 141 (2022)                      | 173                |
| Allondrelle-la-Malmaison | 54011      |                      | 13,61            | 634 (2022)                        | 47                 |
| Baslieux                 | 54049      |                      | 10,17            | 520 (2022)                        | 51                 |
| Bazailles                | 54056      |                      | 4,23             | 148 (2022)                        | 35                 |
| Beuveille                | 54067      | Chabas               | 11,9             | 780 (2022)                        | 66                 |
| Boismont                 | 54081      | Boismontais          | 5,43             | 414 (2022)                        | 76                 |
| Charency-Vezin           | 54118      |                      | 14,79            | 616 (2022)                        | 42                 |
| Colmey                   | 54134      |                      | 9,9              | 244 (2022)                        | 25                 |
| Doncourt-lès-Longuyon    | 54172      | Doncourtois          | 5,62             | 294 (2022)                        | 52                 |
| Épiez-sur-Chiers         | 54178      |                      | 5,19             | 196 (2022)                        | 38                 |
| Fresnois-la-Montagne     | 54212      | Franoux              | 8,59             | 413 (2022)                        | 48                 |
| Grand-Failly             | 54236      | Lougneaux            | 21,87            | 362 (2022)                        | 17                 |
| Han-devant-Pierrepont    | 54602      |                      | 4,96             | 146 (2022)                        | 29                 |
| Montigny-sur-Chiers      | 54378      |                      | 9,36             | 479 (2022)                        | 51                 |
| Othe                     | 54412      | Othinois             | 2,97             | 39 (2022)                         | 13                 |
| Petit-Failly             | 54420      |                      | 8,12             | 94 (2022)                         | 12                 |
| Pierrepont               | 54428      | Pierrepontais        | 7,02             | 827 (2022)                        | 118                |
| Saint-Jean-lès-Longuyon  | 54476      |                      | 4,21             | 409 (2022)                        | 97                 |
| Saint-Pancré             | 54485      |                      | 6,13             | 308 (2022)                        | 50                 |
| Saint-Supplet            | 54489      | Sulpiciens           | 7,43             | 151 (2022)                        | 20                 |
| Tellancourt              | 54514      |                      | 3,76             | 638 (2022)                        | 170                |
| Ville-au-Montois         | 54568      |                      | 12,33            | 246 (2022)                        | 20                 |
| Ville-Houdlémont         | 54572      |                      | 6,09             | 705 (2022)                        | 116                |
| Villers-la-Chèvre        | 54574      |                      | 4,02             | 568 (2022)                        | 141                |
| Villers-le-Rond          | 54576      | Les Culs de Chaudron | 4,45             | 116 (2022)                        | 26                 |
| Villette                 | 54582      | Villettois           | 4,63             | 188 (2022)                        | 41                 |
| Viviers-sur-Chiers       | 54590      |                      | 16,24            | 658 (2022)                        | 41                 |

### Démographie
| 1968   | 1975   | 1982   | 1990   | 1999   | 2010   | 2015   | 2021   |
| ------ | ------ | ------ | ------ | ------ | ------ | ------ | ------ |
| 17 076 | 17 632 | 16 707 | 15 051 | 15 165 | 15 810 | 15 586 | 15 379 |

## Administration

### Siège
Le siège de la communauté de communes est situé à Longuyon.

### Les élus
Le conseil communautaire de la communauté de communes se compose de 44 conseillers, élus pour une durée de six ans.
Ils sont répartis comme suit :
| Nombre de conseillers | Communes               |
| --------------------- | ---------------------- |
| 16                    | Longuyon               |
| 2                     | Beuveille, Pierrepont  |
| 1 (+1 suppléant)      | les 24 autres communes |

### Présidence
| Période                                  | Période   | Identité           | Étiquette | Qualité                         |
| ---------------------------------------- | --------- | ------------------ | --------- | ------------------------------- |
| Les données manquantes sont à compléter. |           |                    |           |                                 |
| janvier 2014                             | mars 2014 | Pierre Mersch      | SE        | Maire de Longuyon (1977 → 2014) |
| mars 2014 (Réélu en 2020)                | En cours  | Jean-Pierre Jacque | SE        | Maire de Longuyon (2014 → )     |

### Régime fiscal et budget
Le régime fiscal de la communauté de communes est la fiscalité additionnelle sans fiscalité professionnelle de zone et sans fiscalité professionnelle sur les éoliennes.

## Pour approfondir